# Moldova ved sommer-OL 2012
Moldova deltog ved Sommer-OL 2012 i London som blev arrangeret i perioden 27. juli til 12. august 2012. 

## Medaljer
| 2012 London | Guld | Sølv | Bronze | Total |
| Moldova     | 0    | 0    | 2      | 2     |

## Medaljevinderne
| Moldova under sommer-OL 2012 i London | Moldova under sommer-OL 2012 i London | Moldova under sommer-OL 2012 i London | Moldova under sommer-OL 2012 i London | Moldova under sommer-OL 2012 i London |
| Medaljer                              | Atlet                                 | Sport                                 | Øvelse                                | Resultat                              |
| ------------------------------------- | ------------------------------------- | ------------------------------------- | ------------------------------------- | ------------------------------------- |
| Bronze                                | Anatolie Cîrîcu                       | Vægtløftning                          | 94 kg, mænd                           | 407 kg                                |
| Bronze                                | Cristina Iovu                         | Vægtløftning                          | 53 kg, kvinder                        | 219 kg                                |